# Recopa Sul-Brasileira 2007
In 2007 werd de eerste editie van de Recopa Sul-Brasileira gespeeld. Aan het voetbaltoernooi namen vier toernooiwinnaars deel van competities uit de Zuid-Braziliaanse staten Rio Grande do Sul,  São Paulo, Santa Catarina en Paraná.  Alle wedstrijden werden gespeeld in het Estádio Janguito Malucelli in Curitiba van 5 tot 8 december. Marcílio Dias werd kampioen en ontving hiervoor 30.000 real, de runner-up kreeg 10.000 real. 

## Deelnemers
| Club                    | Toernooiwinnaar     |
| ----------------------- | ------------------- |
| Juventus (São Paulo)    | Copa FPF            |
| J. Malucelli (Curitiba) | Copa Paraná         |
| Marcílio Dias (Itajaí)  | Copa Santa Catarina |
| Caxias (Caxias do Sul)  | Copa FGF            |

## Knockout-fase
|  | Halve finale  | Halve finale |   |  | Finale        | Finale |  |
|  |               |              |   |  |               |        |  |
|  |               |              |   |  |               |        |  |
|  | Marcílio Dias | 4            |   |  |               |        |  |
|  | Juventus      | 1            |   |  |               |        |  |
|  |               |              |   |  |               |        |  |
|  |               |              |   |  |               |        |  |
|  |               |              |   |  | Marcílio Dias | 4      |  |
|  |               | Caxias       | 1 |  |               |        |  |
|  |               |              |   |  |               |        |  |
|  |               |              |   |  |               |        |  |
|  |               |              |   |  |               |        |  |
|  |               |              |   |  |               |        |  |
|  | J. Malucelli  | 1            |   |  |               |        |  |
|  | Caxias        | 2            |   |  |               |        |  |

Details finale
|                  |                                                |       |                                 |                                      |
| 8 december 16:00 | Marcílio Dias                                  | 4 – 1 | Caxias                          | Estádio Janguito Malucelli, Curitiba |
| 8 december 16:00 | Váldson 20' Luiz Ricardo 34' (pen), 70', 90+2' |       | 40' (penmiss), 50' (pen) Castor | Estádio Janguito Malucelli, Curitiba |